# Onotoa
Onotoa és un atol i districte de Kiribati. És a les illes Gilbert de l'oceà Pacífic, a 65 km de Tamana, l'illa més petita de les illes Gilbert. L'atol és similar a molts altres atols de les illes Gilbert amb la seva línia contínua d'illots i illes al costat est. El costat oest consisteix en escull submergit que envolta la llacuna plena d'illots.